# Nokia E90 Communicator
A Nokia E90 Communicator a Nokia által gyártott 3G-s okostelefon, a cég legutolsó modellje a Communicator-sorozatban. 2007 februárjában mutatták be a barcelonai 3GSM World Congress rendezvényen. Jelenleg a Nokia egyik legnagyobb tudású és teljesítményű mobil telefonja. Az első készüléket 2007. május 17-én, egy árverésen adták el Jakartában, 5 ezer USD-ért. A készülék a Nokia mobil kommunikátorainak S60 platformmal ellátott ötödik generációját képviseli. Az E90 már képes a HSDPA protokoll kezelésére, valamint beépített GPS-vevővel rendelkezik. Együttműködik az OSGi, eRCP és Eclipse platformokkal. A korai modelleknél problémák jelentkeztek a mikrofonnal. Ezért a Nokia visszahívta a forgalmazóktól a készülékeket. Ez csúszást okozott a készülék bevezetésében. A Nokia kezdetben tagadta a hibát, de később beismerte, azzal a kiegészítéssel, hogy a problémát időközben megoldották. A 2007 októberében megjelent 7.40.1.2 verziószámú firmware-frissítés már támogatja az A-GPS szabványt, mellyel javult a készülékbe épített GPS-vevő megbízhatósága rossz vételi körülmények között is (pl. sűrűn beépített utcán, épületben). A frissítés az E90 térkép-szoftverét is érintette. Az E90-hez megjelent legutolsó firmware verziószáma 210.34.75, amely már a Maps 2.0-t használja.

## Külső hivatkozások
- A Nokia E90 a Nokia honlapján
- Adatlapja és műszaki specifikációja a Nokia honlapján
- Nokie E90-teszt a Mobil Gazette-n (angolul)
- Teszt a My-Symbian-com-on (angolul)